# Brower Drain
Der Brower Drain ist ein Entwässerungskanal im Ottawa County im US-Bundesstaat Michigan. Der Bau wurde 1908  fertiggestellt, als dieses Gebiet zur Besiedlung erschlossen wurde.
Die gegenwärtige Bestimmung des Kanals ist das Ableiten von Niederschlagswasser zum Macatawa River. Infolge der Urbanisierung wurde der Kanal teilweise verrohrt, er nimmt verschiedene Sammelgräben auf und leitet Wasser in die städtische Kanalisation ab.
Ein Teil mündet oberirdisch in einen Teich im Parkgelände an der 96. Avenue, nördlich von Zeeland. Die nächstgelegenen Ortschaften sind unter anderem Holland und Zeeland.
Am 9. August 2000 sorgte eine Umweltverschmutzung für Aufsehen. Eine Person pumpte vorsätzlich aus einem unterirdischen Sammeltank über 94.000 Liter flüssige Abfallstoffe und Reinigungschemikalien über das Entwässerungssystem in den Kanal. Bei dieser illegalen Aktion wurde das Ökosystem entlang des Kanals und der nachgeordneten Gewässer schwer geschädigt. Das Gericht verurteilte den Verursacher zur Zahlung eines Schadensersatzes von 40.500 USD.